# П'єтро Ферреро
П'єтро Ферреро (італ. Pietro Ferrero; нар. 2 вересня 1898, Фарильяно, Італія — 2 березня 1949, Альба, Італія) — італійський підприємець, був головою та одним із засновників італійської кондитерської компанії Ferrero.

## Діяльність
У 1942 році, в місті Альба (Італія), П'єтро Ферреро відкрив цех з виробництва солодощів, де проводив свій вільний час, створюючи інноваційні й одночасно економічні продукти.
У 1946 році П'єтро винайшов горіховий крем і назвав його «Паста Джандуя» (італ. Pasta Gianduja), а трохи пізніше «Джандуйот» (італ. Giandujot), що традиційно асоціюється зі славетним п'ємонтським карнавалом. Цей горіховий крем загортали у фольгу, що полегшувало його транспортування. Товар мав величезний успіх та був несподіванкою для споживачів. До того ж він був дешевим та використовувався як десерт після їжі.
Згодом попит зріс настільки, що одного цеху виявилося замало. Через це, разом зі своєю дружиною П'єрою Чілларіо (італ. Piera Cillario), П'єтро заснував компанію «Ferrero», одразу збільшивши виробництво й найнявши нових працівників.
Управління компанією було сімейним, і Джованні Ферреро (італ. Giovanni Ferrero), брат П'єтро, взяв на себе відповідальність за організацію продажу та розповсюдження товару.
2 березня 1949 року П'єтро помирає, а управління компанією перейшло до його дружини та брата.